# 그레이 아울
아치볼드 스탠스펠드 벨라니(Archibald Stansfeld Belaney, 1888년 9월 18일 – 1938년 4월 13일), 일반적으로 그레이 아울(Grey Owl)로 알려져 있으며, 잉글랜드계 캐나다인 인기 작가이자 대중 연설가, 환경보호론자였다. 잉글랜드에서 태어났지만, 말년에 자신을 스코틀랜드 남자와 아파치족 여성 사이의 아들이라고 주장하며 반인디언으로 자신을 속였다. 야생 보존을 홍보하는 책, 기사, 공개 강연으로 그는 1930년대에 명성을 얻었다. 1938년 그가 사망한 직후, 잉글랜드인 아치 벨라니로서의 그의 진짜 정체가 드러났다.:210ff 그는 최초의 프리텐디언 중 한 명으로 불렸다.
젊은 나이에 캐나다로 이주한 벨라니는 작가이자 강사로 명성을 얻기 전에 나무꾼이자 덫 사냥꾼으로 자리매김했다. 1930년대 캐나다 도미니언 파크스 브랜치에서 일하면서, 벨라니는 처음에는 매니토바주 라이딩 마운틴 국립공원에서, 그 다음에는 서스캐처원주 프린스 앨버트 국립공원에서 "공원 동물 관리인"으로 임명되었다.:92,108 수많은 기사, 책, 강연, 영화에서 표현된 그의 야생 보존에 대한 견해는 캐나다 국경을 넘어 청중에게 도달했으며, 자연 착취의 부정적인 영향과 자연 세계에 대한 존중을 개발할 시급한 필요성에 대한 관심을 불러일으켰다. 그는 특히 1920년대까지 거의 멸종될 위기에 처했던 비버(캐나다의 국수 동물)의 곤경에 대해 우려했다.:113
벨라니에 대한 인정에는 전기, 학술 연구, 잉글랜드, 온타리오, 퀘벡의 역사적 명판, 그리고 리처드 애튼버러가 감독한 그의 삶을 바탕으로 한 영화가 포함된다.

## 초기 생애 (1888–1906)
아치볼드 스탠스펠드 벨라니는 1888년 9월 18일 잉글랜드 헤이스팅스에서 상류 중산층 잉글랜드인 가족에게서 태어났다. 그의 아버지는 조지 벨라니였고 어머니는 캐서린 "키티" 콕스였다. 그의 친할아버지는 스코틀랜드에서 왔으며 잉글랜드에서 결혼했다.:8–11
키티는 조지 벨라니의 두 번째 아내였다. 아치 태어나기 전에 조지는 당시 아내 엘리자베스 콕스와 그녀의 여동생 키티와 함께 미국으로 이민을 갔다. 엘리자베스가 일찍 사망한 후, 조지는 15세의 키티와 결혼했다. 그 해 안에 그들은 아들 아치의 출생에 맞춰 잉글랜드로 돌아왔다. 조지는 안정된 직업에 정착하지 못했고 가족의 재산 대부분을 다양한 실패한 사업 벤처에 낭비했다. 그는 소액의 수당을 받는 대신 영구적으로 미국으로 돌아가기로 동의했다. 아치는 아버지의 어머니인 줄리아나 벨라니와 아버지의 두 여동생인 재닛 아델레이드 벨라니와 줄리아 캐롤라인 벨라니의 보살핌을 받으며 잉글랜드에 남았고, 소년은 이들을 에이다 고모와 캐리 고모로 알게 되었다. 에이다 고모는 아치의 초기 삶을 지배하게 될 것이었다.:11–13
벨라니는 헤이스팅스 그래머 스쿨에 다녔으며, 그곳에서 영어, 프랑스어, 화학과 같은 과목에서 뛰어났다. "그는 수업에서 다른 학생들과 거의 어울리지 않았고, 나중에도 마찬가지였다. 부모에게 버림받은 것을 부끄러워하는 수줍고 내성적인 소년은 주로 자신만의 세계에서 살았다.":15 학교 밖에서는 독서를 하고 집 근처 성 헬렌스 우드를 탐험하며 시간을 보냈다. 그는 또한 뱀과 다른 작은 동물들을 모았다. 벨라니는 화학 세트를 사용하여 "벨라니 폭탄"이라고 부르는 작은 폭탄을 만드는 장난으로 유명했다.:14–21
아메리카 원주민에 매료된 벨라니는 그들에 대해 읽고 책 여백에 그들의 그림을 그렸다. 그는 캐나다의 언어 구분을 나타내는 지도와 부족들의 위치를 준비했다. 그의 지식은 그의 에이다 고모를 감동시켰는데, "그는 세부 사항에 대한 그의 지식에 놀랐다... 그는 인디언의 낭만적인 그림에는 관심이 없었고, 자연에 대한 그들의 숙달에 관심이 있었다...":37
벨라니는 헤이스팅스 그래머 스쿨을 떠나 목재소에서 점원으로 일하기 시작했는데, 그곳에서 주말마다 친구 조지 매코믹과 함께 칼 던지기와 사격술을 완벽하게 익혔다. 그는 그 일을 싫어했고, 회사 사무실 굴뚝에 폭죽 가방을 내려서 갑작스럽게 그 일을 끝냈다. 그 결과 폭발로 건물이 거의 파괴되었다. 에이다 고모와 합의하여 그는 잉글랜드에서 더 오래 일해야 했지만, 마침내 캐나다로 이주할 수 있게 되었다.:23–24 그가 "나라에 익숙해지는 동안 농부가 되는 법을 배울 것"이라는 이해 아래서였다.:39
1906년 3월 29일, 18세의 벨라니는 SS 캐나다호를 타고 핼리팩스 (노바스코샤주)로 향했다. 4월 6일에 도착한 그는 토론토로 가서, 농부가 될 생각 없이 한동안 소매점에서 일했다(아마도 이튼 백화점).:24,36

## 캐나다에서의 첫 해 (1906–1915)
지평선 저편, 그리고 30마일 가량 떨어진 낮은 언덕 너머로 짙은 연기 기둥이 솟아올라 하늘과 맞닿는 듯했고, 그곳에서 거대한 물결처럼 남쪽으로 굴러갔으니, 산불의 연기였다. 모든 것 위로 태양이 빛나며 언덕과 계곡의 빛과 그림자를 대조시켰다. 나에게 이것은 경이로운 광경이었다. 내가 처음 본 야생의 모습이었다.
토론토는 벨라니에게 아무런 매력도 없었고, 그는 곧 그곳을 떠나 온타리오 북부의 가장 큰 호수 중 하나이자 테메아우가마 아니시나바이(깊은 물 사람들) 공동체의 고향인 테마가미 호수로 향했다. 1907년에 그는 테마가미 인에서 "잡무 소년"으로 일했다. 그는 1907년–1908년 겨울 동안 잠시 헤이스팅스 집으로 돌아갔는데, 아마도 고모들에게 돈을 부탁하기 위해서였을 것이다. 그는 그때 아버지가 미국에서 술에 취한 싸움에서 살해당했다는 것을 알게 되었다.:38–39
벨라니는 1908년 테마가미 인에서 다시 일했다. 그는 남아 있는 영국식 억양의 흔적을 없애기로 결심했고, 멕시코와 미국 남서부에서의 인디언 소년 시절에 대한 이야기를 만들어내기 시작했다. 테마가미 인에서 그는 부엌 도우미로 일하던 안젤레 에그우나를 만났다. 그녀는 영어를 거의 못했고 그도 오지브웨이어를 거의 못했지만, 우정이 발전했다. 안젤레를 통해 그는 또한 그녀의 가족 구성원들을 만났는데, 그들은 그를 "기치-사간아시"(키 큰 영국인)라고 불렀다. 그녀의 삼촌은 그에게 "코-옴-시"(작은 올빼미)라는 별명을 주었는데, 이 이름은 몇 년 후에 "그레이 올"로 바뀌게 된다.:38–41
에그우나 가족은 벨라니를 1909년–1910년 겨울 동안 테마가미 호수 남쪽 팔 동쪽의 숲에서 그들과 함께 덫 사냥을 하도록 초대했는데, 그곳에서 그는 테마가미 오지브웨이족이 필요한 동물만 죽이고 나머지는 번식하도록 남겨둠으로써 사냥터를 관리하는 방법을 배웠다. 에그우나 가족과 함께한 시간은 오지브웨이어 숙련도와 숲에서 생존하고 생계를 유지하는 데 필요한 기술을 향상시켰다. 벨라니는 나중에 이를 오지브웨이족에게 "공식적으로 입양"된 것이라고 보고했다. 헤이스팅스 출신의 소년은 마침내 꿈꿔왔던 삶을 살게 된 것이었다.:39–42
1910년과 1911년 여름, 벨라니는 테마가미 호수에 있는 미국 소년 캠프인 캠프 키웨이딘에서 가이드로 일했다. 1910년 8월 23일, 그와 안젤레 에그우나는 베어 아일랜드에서 기독교식으로 결혼했다. 1911년 봄에는 딸 아그네스가 태어났다.:43–44
1911년–1912년 겨울 벨라니의 삶에 대해서는 알려진 바가 거의 없다. 그는 다음으로 1912년 여름 비스코타싱에서 홀로 나타난다. 그는 1912년–1914년 여름 동안 주변 지역에서 산림 감시원으로 일했고, 겨울에는 덫을 놓는 숲에서 보냈다. 비스코에서 벨라니는 그가 묵었던 하숙집에서 하녀로 일하던 메티스 여성 마리 지라르와 관계를 시작했다. 그의 초대로 그녀는 1913년–1914년 겨울 동안 그의 덫 사냥에 합류했다.:45–52
1914년–1915년 겨울 벨라니의 삶에 대한 기록은 없다. 1915년 6월, 그는 캐나다군과 함께 잉글랜드로 항해했다. 마리 지라르는 1915년 가을, 아들 존 제로를 낳은 직후 결핵으로 사망했다.:52–53
캐나다에서의 첫 해에 벨라니는 야생에 대한 깊은 이해를 가진 오지 나무꾼으로 자리매김했다. 남편이자 아버지로서의 그의 데뷔는 덜 성공적이었다: "아치는 자신이 만든 개인적인 문제에 점점 더 깊이 빠져들었으며, 한 위기에서 다른 위기로 이동했다.":53

## 캐나다군 복무 (1915–1917)
벨라니는 제1차 세계 대전 중인 1915년 5월 6일 캐나다 해외 원정군에 입대했다. 6월에 그는 잉글랜드로 보내져 처음에는 켄트의 제23 예비 대대에 배정되었다. 그는 나중에 제13대대 (로열 하이랜더스 오브 캐나다), 일명 블랙 워치에 합류하여 프랑스 전선으로 보내져 저격수로 복무했다. 동료 병사들은 그의 인디언 정체성을 받아들였고, 한 명은 그가 "...어떤 백인도 할 수 없는 방식으로 진흙 언덕을 기어올라가는 것을 보았다. 그는 인디언의 모든 행동과 특징을 가지고 있었다.... 내가 평생 동안 무인지대로 나갈 때 숨는 데 더 능숙한 사람을 만난 적이 없었다."라고 썼다.:55–58
벨라니는 1916년 1월 15일 오른쪽 손목에 부상을 입었다. 그리고 4월 23일에는 오른쪽 발에 총을 맞았는데, 이는 심각한 부상으로 그는 완전히 회복되지 못했다. 그는 잉글랜드로 다시 보내졌고, 그곳에서 발가락 하나를 절단해야 했다. 1916년 11월부터 1917년 3월까지 그는 고향인 헤이스팅스의 캐나다 군 병원에서 요양했다.:58–60
고모들의 격려를 받아 벨라니는 아이비 홈즈와의 어린 시절 우정을 다시 이어갔다. 당시 26세였던 아이비는 유럽을 광범위하게 여행한 숙련된 전문 댄서였다. 어린 시절부터 그와 아는 사이였던 그녀는 인디언 행세를 하지 않았다. 그녀는 그가 캐나다에서 카누를 탔던 이야기가 "오지를 너무나 매력적으로" 들리게 했다는 것을 알았다. 벨라니는 캐나다에 있는 그의 아내와 아이에 대해 침묵했다. 그들은 1917년 2월 10일에 결혼했다.:61–63
두 사람은 벨라니가 캐나다로 돌아가 비스코타싱 근처에 정착한 다음, "사랑하는 야생을 보기를 고대했던" 아이비를 부르기로 결정했다. 그가 어떻게 그 계획이 실현될 것이라고 생각했는지, 100킬로미터도 채 안 되는 거리에 합법적인 아내와 아이가 있고 (그가 아는 한) 같은 도시에 정부까지 있는 상황에서, 이는 미스터리이다. 벨라니는 1917년 9월 19일 캐나다로 떠났다. 아이비는 그를 다시는 보지 못했다. 그는 1년 동안 그녀에게 편지를 썼고, 마침내 그가 이미 결혼했다고 고백했다. 아이비는 1922년에 그와 이혼했다.:63,170

## 캐나다로의 복귀 (1917–1925)
벨라니는 1917년 9월 캐나다로 돌아왔고, 11월 말에 군에서 제대했다. 그의 가장 시급한 걱정은 부상당한 발이었다. 발은 고통스러웠고 이동성을 제한했다–숲으로 돌아가고 싶어 하는 사람에게는 불행한 상황이었다. 10월에 그는 토론토의 한 병원에서 치료를 받았지만 거의 성공하지 못했다. 그는 다른 걱정거리도 있었다: 그의 첫 번째 아내 안젤레와 딸 아그네스는 어떻게 할 것인가? 잉글랜드에 남아 있으며 오기를 기대하고 있는 두 번째 아내 아이비는 어떻게 할 것인가? 사망한 정부 마리가 낳은 사생아 조니는 어떻게 할 것인가? 안젤레를 만난 후, 그는 1917년 말 비스코타싱으로 홀로 돌아왔다.:64–69
벨라니는 곧 비스코에서 술주정과 난폭한 행동으로 명성을 얻었다. 그럼에도 불구하고 그는 많은 사람들에게 호의적인 인상을 주었다. 한 사람은 "나는 이 사랑스러운 반항아를 엄청나게 좋아했다. 아치는 내가 성장할 때 나에게 일어난 가장 좋은 일 중 하나였다"라고 회상했다.:68–71
벨라니는 1918년 대부분을 회복하며 보냈고 점차 오른발에 대한 통제력을 되찾았지만, 그 장애는 남은 생애 동안 계속되었고, 그의 발은 때때로 평소 크기의 두 배로 부어올랐다. 그는 조니에게 접근하지 않았고, 소년은 몇 년 후에야 누가 그의 아버지인지 알게 되었다. 그는 마침내 아이비에게 자신이 이미 결혼했다고 고백했고, 이것으로 그들의 관계는 끝이 났다. (그는 1921년에 이혼 서류를 받았다.) 이제 그는 새로운 걱정거리가 생겼다: 그의 고모들은 그에게 격노했으며, 안젤레와 아이비를 대하는 그의 태도를 "악마적인 것과 다름없다"고 여겼다.:67–71
1919년 여름, 벨라니는 숲에서 측량단으로 일했다. 한 동료는 "멕시코 혼혈인에게는 매력 없는 면도 있었다. '그는 과묵하고 우울했으며, 난폭하고 거의 광기적인 성질을 가지고 있었다.'"'":68
비스코에서 그의 가장 친한 친구는 1920년대 초반 그와 함께 살았던 원주민 가족 에스파니엘스였다. 그는 스페인 강 동쪽 지류의 인디언 호수에서 두 겨울 동안 덫 사냥을 하며 그들과 함께했다. 벨라니는 또한 근처 모자봉 호수에 있는 자신의 사냥터에 오두막을 유지했다. 에스파니엘스 가족과 함께한 이 시간은 오지브웨이어에 대한 그의 숙련도를 향상시켰고, 그는 또한 짐 에스파니엘의 말로 "백인들이 보존이라고 부르는" "인디언 방식"을 배웠다.:71–72
1920년과 1921년 여름, 그는 미시사기 산림 보호구역에서 산림 부감시원으로 일했다.

아치는 여기서 최고의 모습을 보였다. 거대한 보호구역을 통과하는 5번의 3주 투어에서, 50에서 60킬로미터마다 위치한 여름 산림감시초소를 확인하면서.... [벨라니]는 야생을 사랑했다. 그는 [자신의 감독을 받는 사람들]이 모든 캠핑 장소에서 불을 조심스럽게 확인하고, 길을 유지하며, 해당 지역의 여러 호수로 이어지는 포티지를 관리하여 화재 발생 시 접근을 허용하도록 주장했다.:70

온타리오에 남아 있는 오래된 소나무 숲의 벌목을 걱정한 벨라니는 미시사기 지역을 공원으로 만들고 싶어 했다. 그는 보존주의의 초보적인 시도로 "신이 이 나라를 나무를 위해 만들었으니 불태워서 지옥처럼 만들지 마라"와 "신이 나라를 만들었지만 인간이 파괴했다"는 표지판을 게시했다.:70
페니모어 쿠퍼와 롱펠로 같은 작가들의 소년 시절 독서에 영감을 받아 벨라니는 자신만의 정교하게 안무된 "전쟁 춤"을 고안했는데, 이는 "...지역 오지브웨이족과 크리족을 놀라게 했다. 왜냐하면 모피 구매자 잭 레베의 말처럼, '비스코 인디언들은 그의 인디언 전통 지식을 몰랐기 때문이다.'"'" 전쟁 춤에 대한 지역 반응은 엇갈렸는데, 어떤 사람들은 재미있었다고 말했고, 어떤 사람들은 술 마실 핑계일 뿐이라고 말했다. 일부 원주민 남성들은 참여했지만, 다른 사람들은 그 춤이 사악하다고 생각했다.:73
벨라니의 빅 데이는 빅토리아 데이인 1923년 5월 23일에 찾아왔다. 서드버리 스타는 "비스코타싱에서 전쟁 춤이 공연되다. 빅토리아 데이에 큰 축제가 열렸다. 그의 할아버지와 이름이 같았던 선한 여왕을 기리기 위해, 그의 서사시 《나폴레옹의 100일》을 보냈던 그에게, 아치는 그의 인생에서 가장 위대한 전쟁 춤을 선보였다."라고 보도했다.:74
1925년 4월, 특히 심각한 비행 후 벨라니에 대한 체포 영장이 발부되었다. 곧 그는 비스코를 영원히 떠나 테마가미로 돌아와 안젤레와 다시 관계를 맺었고, 안젤레는 1926년에 두 번째 딸 플로라를 낳았다. 놀랍게도, 안젤레가 그를 자신의 태도에 대해 비난했다는 기록은 없으며, 그녀는 그의 방탕한 행동을 끝까지 받아들인 것으로 보인다. 1925년 가을, 그녀는 기차역에서 그를 배웅했고 – 다시는 그를 보지 못했다. 그때쯤 벨라니는 이미 네 번째 관계를 시작했다.:75–77

## 그레이 올로의 변신 (1925–1931)

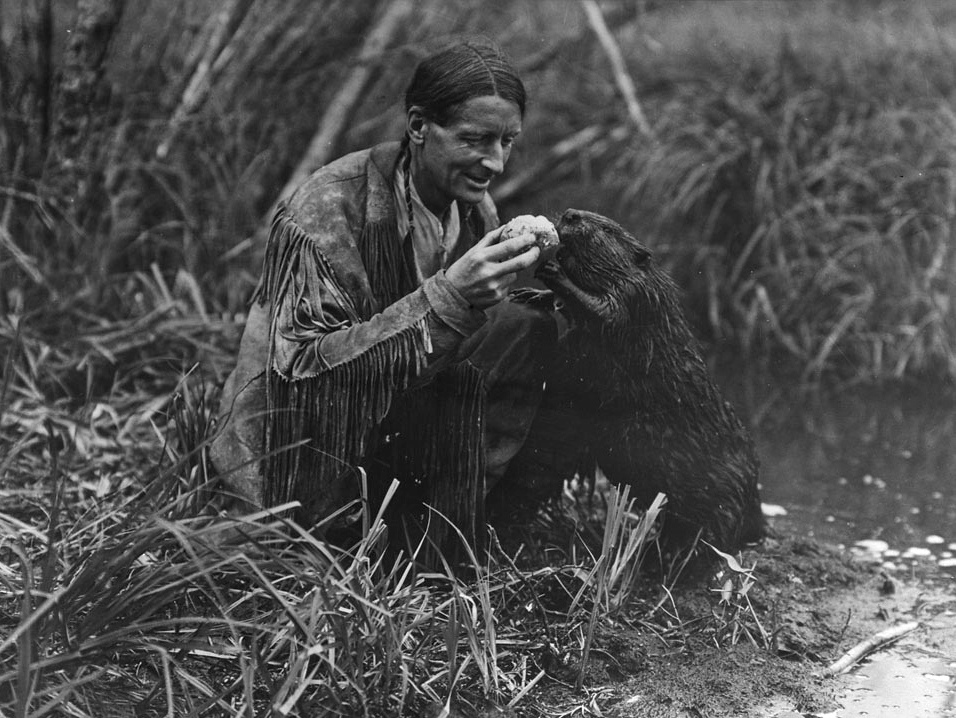
젤리 롤을 비버에게 먹이는 그레이 올

오지의 나무꾼 아치 벨라니가 인기 작가이자 대중 강연가 그레이 올로 변신하기 시작한 것은 1925년이었다. 그의 관심사는 책, 기사, 공개 강연을 통해 표현되었듯이, 사라져가는 야생과 그 속에서 살아가는 생물, 그리고 인간에게 미치는 영향이었다. 그의 메시지는 "당신은 자연에 속하고, 자연이 당신에게 속한 것이 아님을 기억하라"였다.:127
1925년 늦여름, 36세의 벨라니는 19세의 거트루드 버나드에게 구애하기 시작했다. 그들의 관계는 1936년까지 지속되었고,:111 격동적이었고 벨라니의 변화에 결정적인 요인이 되었다.:11 그들은 그가 가이드로 일하던 테마가미 섬에 위치한 캠프 와비콘에서 만났다.:1ff 그녀는 알곤퀸족과 모호크족 혈통이었다.:227
그녀의 아버지가 그녀에게 붙여준 별명은 "포니"였지만, 그녀는 다른 이름인 "아나하레오"로 알려지게 되었다. 그녀의 책 《사슴 가죽 악마: 그레이 올과의 나의 삶》에 따르면, 벨라니가 그녀의 아버지의 배경에 대한 질문에 답한 것은 다음과 같다: "저는 멕시코에서 왔습니다. 제 아버지는 스코틀랜드인이고 어머니는 아파치 인디언입니다.":9 아나하레오는 벨라니의 진짜 정체를 1938년 그가 사망하고 정체가 드러날 때까지 알지 못했다.:180
1926년 2월, 아나하레오는 퀘벡주 북서부 아비티비 지역의 두세 근처에서 벨라니와 합류했는데, 그곳에서 그는 덫 사냥꾼으로 생계를 유지하고 있었다.:12 그들의 교제는 때때로 파란만장했다. 아나하레오는 나중에 자신이 한 번 벨라니를 칼로 찔렀다고 주장했다.:63 여름에 벨라니는 그녀에게 청혼했다. 첫 번째 아내 안젤레 에그우나와의 결혼이 해소되지 않았기 때문에, 두 사람은 캐나다 법에 따라 결혼할 수 없었지만, 라크 시몽 인디언 부족장이 그들을 남편과 아내로 선언했다.:52
퀘벡에서 여름에 산불 감시원으로 일한 후, 벨라니는 1926년–1927년 겨울에 다시 덫 사냥을 했다. 아나하레오는 덫 사냥을 함께했고, 그곳에서 겪은 일에 경악했다.

그녀의 작은 마을에서 자란 경험은 덫에 걸려 필사적으로 벗어나려 애쓰다 고통 속에 얼어 죽은 동물들의 시신을 보는 가슴 아픈 광경에 그녀를 준비시키지 못했다. 또한 아치가 도끼 자루로 아직 살아있는 동물들을 때려죽이는 것을 지켜볼 수도 없었다.:52

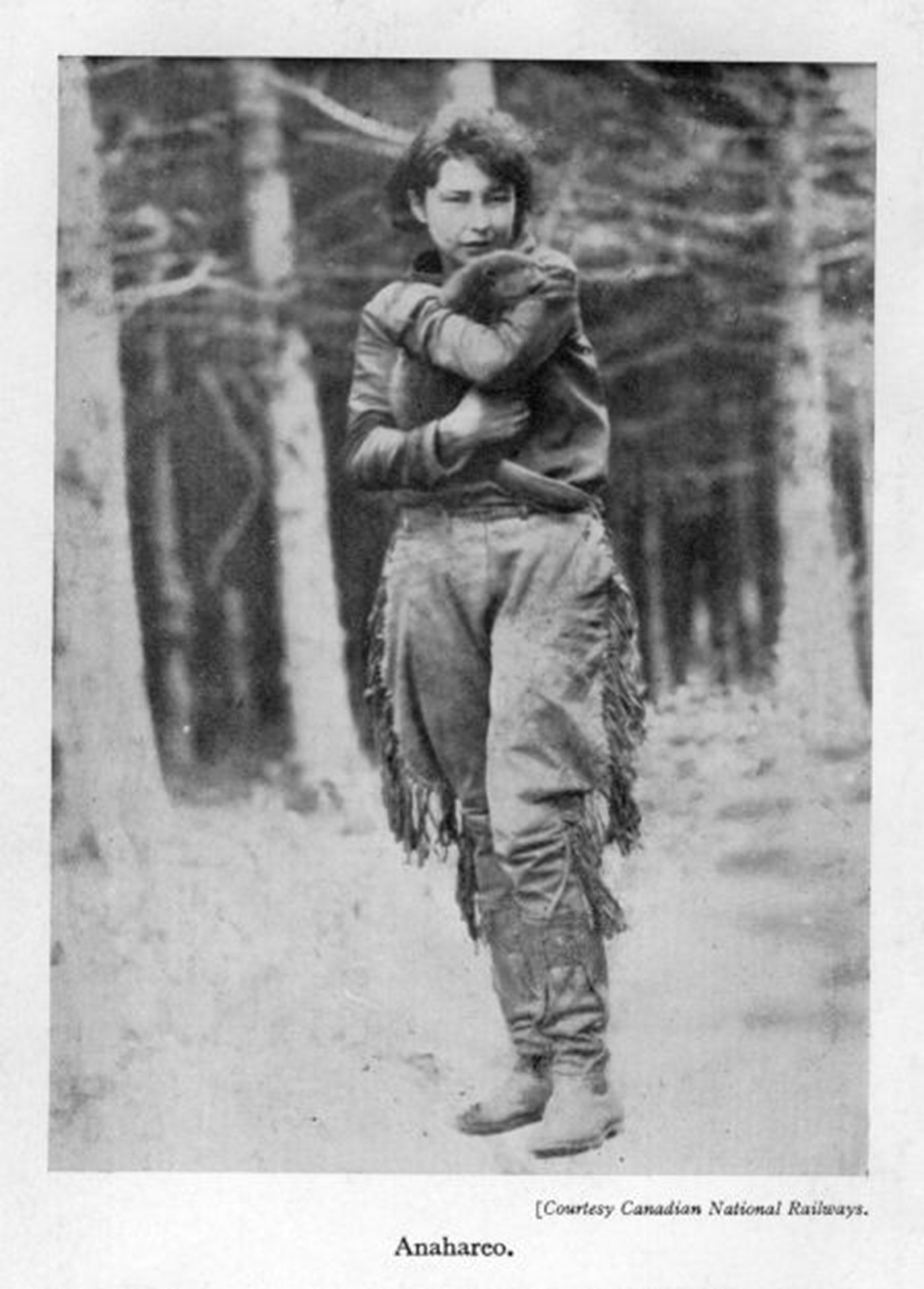
비버를 안고 있는 아나하레오

그녀는 그에게 동물들이 덫에 걸렸을 때 겪는 고통을 보여주려고 했다. 《야생의 순례자들》에 실린 이야기에 따르면, 벨라니는 어미 비버가 살고 있는 것으로 알려진 비버 굴을 찾아 덫을 놓았다. 어미 비버가 잡히자, 그는 인간 아기의 울음소리와 매우 유사한 새끼들의 울음소리를 뒤로하고 카누를 타고 떠나려 했다. 아나하레오는 어미를 풀어주라고 간청했지만, 비버 가죽에서 돈이 필요했던 그는 흔들리지 않았다. 다음 날 그는 아기 비버들을 구조했고, 부부는 그들을 입양했다.:27–33 알베르트 브라즈가 그의 기사 "야생의 성 아치"(St. Archie of the Wild)에서 언급했듯이, "[P]주로 이 사건 때문에 벨라니는 그러한 생물들을 사냥하는 것이 '괴물 같다'고 믿게 되었고, '그들을 더 이상 박해하지 않고' '연구하기로' 결심했다.":212
1928년, 풍부한 야생 동물과 숲에 대한 이야기에 이끌려 벨라니와 아나하레오는 입양된 비버인 맥기니스와 맥긴티와 함께 퀘벡주 남동부로 이주했으며, 그곳에서 1931년까지 거주할 예정이었다. 그들의 의도는 비버를 보호하고 연구할 수 있는 비버 서식지를 만드는 것이었다. 가을에 카바노에 도착하여 주변이 심하게 벌목되어 부적합하다는 것을 알게 된 그들은 테미스콰타 호수 동쪽의 툴라디 호수 지역으로 이동하여 버치 호수에 오두막을 지었고, 그곳에서 크리스마스와 겨울의 나머지 기간을 보냈다. 그들은 근처에서 비버 가족을 발견했다.:61–62,66

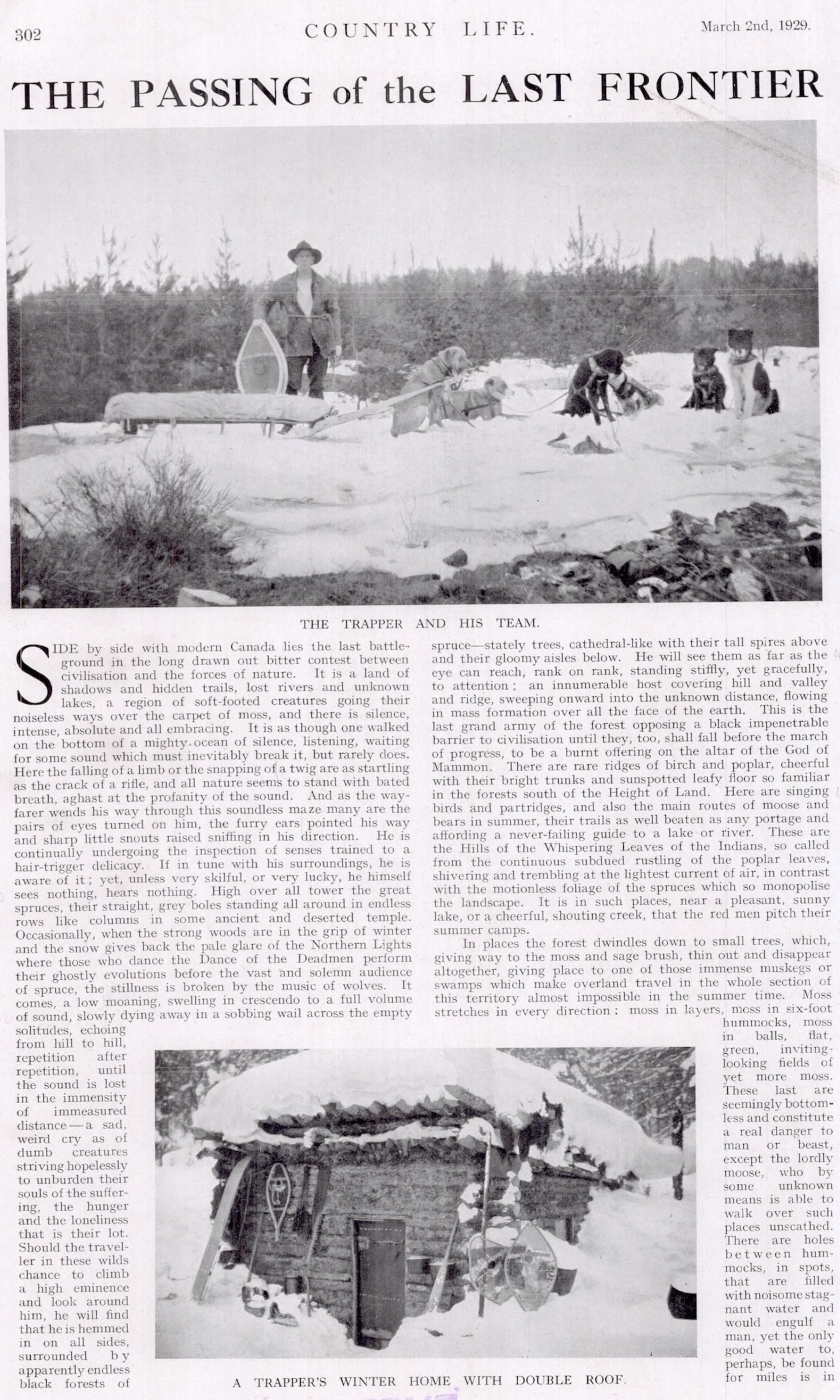
"마지막 변경의 소멸"

벨라니의 첫 번째 기사 "마지막 변경의 소멸"(The Passing of the Last Frontier)은 1929년 3월 2일 잉글랜드 잡지 컨트리 라이프에 실렸다. 이 기사는 그의 어머니 캐서린 스콧-브라운이 제출했으며, 잡지는 실수로 저자를 그녀로 표기했다. 나중에 발행된 호에는 저자가 그녀의 아들 아치볼드 스탠스펠드 벨라니라고 명시하는 정정 기사가 실렸다.:257 1929년 3월, 벨라니는 이 기사에 대한 수표와 1931년에 마지막 변경의 사람들이라는 제목으로 출판될 책에 대한 출판사의 요청을 받았다.
버치 호수에 비버 서식지를 만들려는 그들의 꿈을 좌절시킨 불행한 사건이 발생했다: 그들의 친구 데이비드 화이트 스톤이 그들이 없는 동안 그들의 오두막에 도착하여, 그들의 계획을 알지 못한 채 서식지의 시작이 될 비버들을 덫으로 잡았다. 그 다음 또 다른 불행한 사건이 발생했다: 두 비버, 맥기니스와 맥긴티가 사라졌다. 그 부부는 이 사건들로 인해 큰 충격을 받았다. 데이비드 화이트 스톤과 아나하레오는 "두 믹스"를 대체할 두 마리의 아기 비버를 찾았다. 그 중 한 마리는 곧 죽었다. 그들은 살아남은 비버를 입양하여 젤리 롤이라는 이름을 붙였고, 카바노 근처 헤이 호수에 있는 오두막으로 이사했다.:66–69 여름이 끝날 무렵 세 사람은 한동안 근처 휴양 도시인 메티스로 이사했으며, 그곳에서 벨라니는 첫 공개 강연을 했다. 그는 젤리 롤과 함께 헤이 호수로 돌아갔고, 아나하레오와 데이비드 화이트 스톤은 퀘벡 북부에서 광산 채굴권 작업을 위해 떠났다.:69
1930년 벨라니는 《캐나다 산림과 야외》(Canadian Forest and Outdoors) 잡지에 첫 기사인 "야생의 사라지는 삶"(The Vanishing Life of the Wild)을 실었다.:297 "그레이 올"이라는 이름으로 그는 다음 몇 년 동안 이 잡지에 많은 기사를 썼고, 캐나다와 미국에서 점점 더 유명해졌다. 6월에 그는 실수로 비버를 덫에 잡았는데, 그 비버를 치료하여 건강을 회복시키고 "로하이드"라는 이름을 붙였다.:76
《캐나다 산림과 야외》의 편집장인 고든 달린은 그의 글에 큰 관심을 가졌고, 그를 제임스 하킨 국립공원 위원에게 소개했다.:89 봄에 그는 공원 지부 홍보 이사인 J.C. 캠벨의 방문을 받았다.:71 공원 지부는 첫 번째 비버 영화인 《비버 사람들》(The Beaver People)을 제작 의뢰했다. 이 영화는 두 마리의 비버와 아나하레오, 벨라니(그레이 올로 식별됨)를 다루고 있으며, 1930년 여름에 촬영되었다.:54,100:299 런던 출판사 컨트리 라이프와의 서신에서 벨라니는 11월에 처음으로 자신을 "그레이 올"이라고 서명했다.:85
1931년 1월, 벨라니는 그레이 올의 모습으로 몬트리올에서 열린 캐나다 산림 협회 연례 총회에서 강연을 했고, 그곳에서 영화가 대중에게 처음 공개되었다. "이 행사는 큰 성공을 거두었다. 이는 그레이 올이 인디언 복장을 하고, 길들인 비버 영화로 이야기를 설명하며 수많은 연설을 하게 될 패턴을 정립했다.":79
공원 지부는 그레이 올에게 매니토바주 라이딩 마운틴 국립공원에서 "공원 동물 관리인" 직책을 제안했다. 몇 년 후 제임스 하킨은 제안 이유를 설명했다: "그레이 올에게 직책을 제공한 것은 전적으로 국립공원과 야생동물 보존을 위한 홍보를 확보하기 위한 우리의 목적을 달성하기 위한 것이었다. 그레이 올의 비버와 그레이 올의 인격을 그 목적의 선봉으로 활용함으로써 말이다.":91

## 비버 로지 (1931–1935)
1931년 봄, 그레이 올과 아나하레오는 비버들과 함께 퀘벡을 떠나 서부에서의 새로운 삶을 향해 떠났고, 그곳에는 그들을 위해 비버 로지 호수에 오두막이 지어져 있었다.:92
그레이 올과 빌 올리버의 우정은 1931년 6월 어느 날 다소 어색하게 시작되었다. 당시 공원 지부와 계약을 맺고 일하던 빌은 막 25킬로그램에 달하는 카메라 장비를 라이딩 마운틴 국립공원의 클리어 호수 북동쪽에 있는 그레이 올의 오두막까지 5킬로미터의 숲길을 넘어 옮겨 놓은 참이었다. 튼튼한 사진작가에게는 긴 여정이었다. 그가 비버 로지 호수에 무거운 짐을 내려놓자마자 그레이 올은 "사진사 양반이군요. 저는 백인들을 별로 좋아하지 않는다는 걸 미리 말씀드려야겠군요."라고 인사를 건넸다. 빌이 이유를 묻자, 그의 주인은 "하나님의 땅을 훼손하고 싶어 하지 않는 사람을 많이 만난 즐거움이 없었습니다."라고 대답했다. 그레이 올이 죽은 후에야 빌 올리버는 이 상황의 아이러니를 깨달았다. 이런 말을 하는 인디언은 빌의 고향인 애쉬(캔터베리 근처) 마을에서 불과 50킬로미터 정도 떨어진 헤이스팅스, 서식스에서 태어나고 자랐던 것이다.
6월에 두 번째 비버 영화가 제작되었다.:82 《비버 가족》(The Beaver Family)이라는 이 영화는 촬영기사 W. J. 올리버가 촬영했으며, 1932년에 개봉되었다.:54,100:299 그레이 올은 앞으로 몇 년 동안 W. J. 올리버와 함께 더 많은 영화를 작업할 것이었다.
비버 로지 호수는 비버에게 적합하지 않은 것으로 판명되었다. 여름 가뭄으로 물이 정체되었고, 겨울에는 호수가 바닥까지 얼어붙을 위험을 무시할 수 없었기 때문이었다. 서스캐처원주의 프린스 앨버트 국립공원의 더 큰 수로는 비버에게 더 나은 서식지인 것으로 밝혀졌다.:108

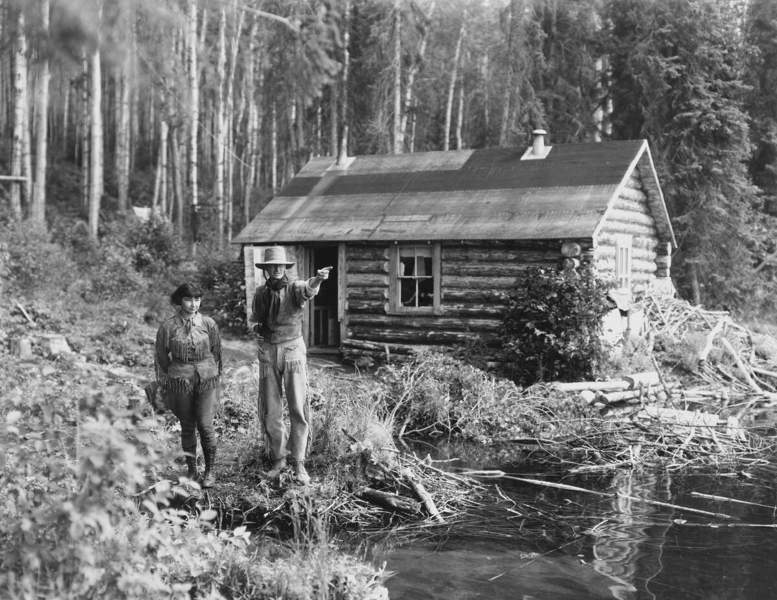
그레이 올과 아내 아나하레오가 서스캐처원 아자와안 호수 오두막에서

10월에 일행은 공원 내 아자와안 호수로 거처를 옮겼는데, 그곳은 고립되어 있고 숲이 우거져 있으며 야생동물이 풍부하여 그들의 필요에 이상적이었다. 공원 관리자 메이저 J. A. 우드는 그레이 올의 사양에 따라 그들을 위한 오두막을 지어주었다. 그 후 그곳은 비버 로지로 알려졌고, 1938년 그가 사망할 때까지 그레이 올의 거점이 되었다.:110 그는 그 오두막에서 많은 저명한 방문객을 맞이했는데, 그레이 올의 야생동물에 대한 글을 흠모했던 총독 존 부찬, 트위즈뮤어 남작 1세, 시인 찰스 G. D. 로버츠와 그의 아들인 작가 윌리엄 해리스 로이드 로버츠 등이 있었다.
1931년 늦게, 그레이 올이 2년간 작업해 온 첫 번째 책이 《마지막 변경의 사람들》이라는 제목으로 출판되었다. 그레이 올은 제목을 "사라지는 변경"(The Vanishing Frontier)으로 하려고 했으나, 그의 실망스럽게도 출판사 컨트리 라이프는 그와 상의 없이 제목을 "마지막 변경의 사람들"로 변경했다.:115
다른 주제들 중에서도 이 책은 광범위한 덫 사냥에 직면한 비버의 곤경을 묘사하고 캐나다 야생과 야생동물의 미래에 대한 우려를 제기한다. 1920년대와 30년대에 비버 모피에 대한 수요가 너무 증가하여 캐나다에서 비버는 멸종 위기에 처해 있었다. 많은 경험 없는 덫 사냥꾼들이 이전보다 더 많은 수로 숲으로 몰려들고 있었다. 그레이 올은 비버를 구하는 유일한 방법은 덫 사냥꾼의 유입을 막는 것이라고 주장했다.:151 대공황 시기에는 "비버는 북부에서 금이 서부에서 차지하는 것과 같았기 때문에":144 이는 매우 어려웠다. 이 책은 비버에 초점을 맞추고 있지만, 그레이 올은 이 동물을 "...모든 북미 야생 동물뿐만 아니라 야생 자체의 대표자..."로도 사용했다.:ix
그는 빠르게 사라지고 있는 캐나다의 야생과 광활한 공간이 캐나다를 세계에서 독특하게 만드는 것이라고 믿었다.:207 그레이 올은 또한 캐나다 정부와 벌목 산업이 숲을 착취하고 "인공 숲"으로 대체하려고 하면서도, 숲 보존에 대한 잘못된 이미지를 투영하는 방식에 대해서도 우려를 제기했다.:172–173
1931년–1932년 겨울, 그레이 올은 그의 마지막 책이 될 《빈 오두막 이야기》의 초기 장들을 작업했다. 아나하레오는 임신한 채 오두막에 갇혀 지쳐 있었고, 나중에 "그 겨울 아치에게서 들은 것은 그의 펜 소리 스크래치, 스크래치와 목욕 반대 주장뿐이었다. 아이처럼 그는 목욕을 싫어했다"고 썼다. 1932년 8월 23일, 그들의 딸 돈이 태어났다.:112
비버 로지에서 세 번째 비버 영화인 《비버랜드의 이상한 일들》(Strange Doings in Beaverland)이 1932년 8월 W. J. 올리버에 의해 촬영되었다. 일부 장면의 촬영을 용이하게 하기 위해 오두막 지붕이 일시적으로 제거되었다. 올리버는 1933년에 네 번째 비버 영화인 《그레이 올의 이웃들》(Grey Owl's Neighbours)을 촬영하기 위해 돌아왔는데, 이 영화는 그레이 올이 비버 외에도 다양한 동물들과 상호작용하는 모습을 보여주었다. 또한 그가 카누를 타고 도착하는 방문객들을 환영하는 모습도 보여주었다.:54,100:299 올리버는 "의식적으로 인디언적인" 모습을 한 그레이 올의 많은 사진을 찍었고, 이 사진들은 그의 강연 투어 홍보에 사용되었다.:124 이 사진들은 또한 그레이 올의 작품에 삽화로 사용되었다. 1935년 9월, 그레이 올과 W. J. 올리버는 마지막 영화인 《야생의 순례자들》(Pilgrims of the Wild)에서 공동 작업했는데, 이 영화는 그레이 올과 아나하레오가 함께 숲에서 카누 여행을 하는 모습을 보여주었다.:54,100:299
1932년부터 1934년까지 그레이 올은 1935년 초에 출판된 자전적 소설 《야생의 순례자들》을 작업했다. 1935년 말에는 아동 모험 이야기인 《사조와 비버 사람들 모험》을 완성했다.:116
돈을 프린스 앨버트의 한 가족에게 맡긴 아나하레오는 1933년 여름 첫 번째 여행을 시작으로 처칠 강 지역으로 홀로 광물 탐사 여행을 떠났다.:113 두 번째 여행은 1934년 여름부터 1935년 여름까지 1년 내내 계속되었는데, 그녀는 카누를 타고 프린스 앨버트에서 북쪽으로 550킬로미터 떨어진 울라스턴 호수까지 갔고, 더 북쪽으로 불모의 땅 가장자리까지 계속 나아갔다. 그레이 올이 그녀에게 보낸 편지에는 복잡한 감정들이 드러났다: 그녀의 맹렬하게 독립적인 정신과 그토록 힘든 여행을 홀로 감행한 용기에 대한 존경심, 그녀의 안전에 대한 걱정, 좋지 않은 건강과 글쓰기의 압박으로 인해 자신이 할 수 없는 숲 여행을 그녀가 할 수 있다는 것에 대한 부러움 – 그리고 그 시도가 감당할 수 없을 정도로 많은 비용이 들었다는 짜증도 있었다.
그레이 올의 요청에 따라, 아나하레오는 1935년 여름 탐사 여행에서 돌아와 다가오는 영국 강연 투어를 준비하고 그가 없는 동안 비버들을 돌보는 것을 도왔다. 그녀는 투어를 위한 그의 의상을 바느질했고 나중에 다음과 같이 썼다:

아치는 무스 가죽 다섯 장과 구슬 약 2파운드를 가져왔지만, 그의 의상 모든 바느질이 손으로 해야 하고, 3주밖에 시간이 없었기 때문에, 나는 그에게 구슬 세공을 할 시간이 없을 것이라고 말했다 – 게다가 그 모든 화려한 장식들은 그를 여성스럽게 보이게 할 것이라고 말했다. 이에 그는 '완전한 장식을 한 인디언들이 여성스러워 보입니까?'라고 대답했다. '아니요, 하지만 부쉬맨은 너무 장식하면 우스꽝스러워 보일 거예요.' '그 점은 동의합니다. 하지만 저는 부쉬맨으로 가는 것이 아니라, 사람들이 저에게 기대하는 인디언으로 가는 겁니다.':173

## 첫 번째 투어 (1935–1936)
1935년 10월 17일, 그레이 올은 몬트리올에서 출발한 Empress of Britain호를 타고 영국 사우샘프턴에 도착하여 그의 첫 영국 순회 강연을 시작했다.:2 이 투어는 그의 런던 출판사 로바트 딕슨이 조직했으며, 그는 나중에 "어디든 엄청난 인파가 열광적이었다"고 보고했다. 강연이 너무 인기가 많아서 원래 1935년에 끝날 예정이었던 투어는 1936년까지 두 달 연장되었다. 총 200회 이상의 강연을 했고 거의 25만 명의 사람들에게 연설했다.:238
헤이스팅스에서의 그의 강연은 투어의 전형적인 모습이었다. 인사말로 시작하여 비버 로지에서 아나하레오와의 삶에 대한 영화 《야생의 순례자들》을 상영했다. 영화가 상영되는 동안 그레이 올은 무대를 돌아다니며 캐나다의 야생 동물, 특히 비버에 대한 이야기를 들려주었다. "그는 청중에게 직접 말했고, 어떤 메모도 사용하지 않았다. 그의 생동감 넘치는 대화와 그의 두 번째, 세 번째, 네 번째 영화는 마법처럼 그의 청중을 헤이스팅스의 좁은 거리에서 광활하고 끊어지지 않는 캐나다 숲으로 옮겨 놓았다.":4
1936년 2월 14일, 그레이 올은 그리녹에서 Duchess of Bedford호를 타고 21일 핼리팩스에 도착했다.:129–130

## 비버 로지로 복귀 (1936–1937)
그레이 올은 1936년 늦겨울, 영국에서의 엄청난 성공을 거둔 순회 강연 후 비버 로지로 돌아왔다. 그는 그 해 말에 출판될 《빈 오두막 이야기》를 계속 작업했다.:154
그는 또한 새로운 프로젝트를 구상했다: 비버 영화가 자신의 강연에 그의 아이디어를 홍보하는 데 얼마나 큰 가치를 더하는지 보았기 때문에, 그는 겨울과 여름에 숲을 여행하는 것이 어떤 것인지 보여주기 위해 캐나다 야생으로 카메라맨과 함께 가고 싶어 했다. 이 영화들은 비버 영화와 함께 다가오는 투어 동안 그의 강연에서 상영될 것이었다.:243
3월에 그는 다섯 편의 비버 영화를 지원했던 공원 지부와 총리 매켄지 킹을 포함한 여러 영향력 있는 사람들에게 아이디어를 제안했지만, 자금 지원 요청은 거부되었다. 그의 출판사들은 겨울 영화를 위해 2000달러를 내기로 동의했고, 그레이 올은 그 영화의 나머지 비용과 여름 영화의 전체 비용을 자신의 주머니에서 지불하며 다음과 같이 말했다. "이 영화는 내 인생의 꿈이며, 공원이나 재정적인 고려 사항도 나를 막을 수 없다.":155–158,174 여름 영화는 1936년에 촬영될 예정이었으나, 장비, 뱃사람, 그리고 새로운 카메라맨(그레이 올이 이전 영화들에서 협력했던 W. J. 올리버는 불가능했음)을 모으는 복잡한 문제로 인해 1937년 여름으로 연기되었다.:243
트레일 – 눈과 맞서는 사람들(The Trail – Men Against the Snow, 1937)은 B. J. (버트) 바흐에 의해 퀘벡주 아비티비 지역에서 촬영되었는데, 그곳은 그레이 올이 1920년대에 여러 겨울 동안 덫 사냥을 했던 곳이다.
트레일 - 강과 맞서는 사람들(The Trail - Men Against the River, 1937)은 B. J. (버트) 바흐에 의해 비스코타싱 근처 미시사기 산림 보호구역에서 촬영되었는데, 그곳은 그레이 올이 1910년대에 여러 해 동안 산림 감시원으로 일했던 곳이다.
1936년 8월 초, 그레이 올은 서스캐처원 포트 칼튼으로 가서 조약 6 체결 60주년을 기념하는 그레이트 플레인스 인디언스 대회에 참석했다. 그는 "자신만의 특별한 스타일"로 "거대한 인디언 춤"에 참여했으며 다음과 같은 말로 연설했다: "제가 여러분의 대의를 돕기 위해 할 수 있는 일이 있다면 알려주십시오. 오타와에 있는 그들의 중요한 사람들을 많이 알고 있으며, 그들이 제 말을 들을 것이라는 것을 압니다. 다시 한번 여러분 모두에게 감사드립니다.":160–161
그레이 올과 아나하레오의 10년간의 격동적인 관계는 1936년 4월에 심각한 단절을 겪었고, 그들은 그 해 말, 아마도 9월에 영원히 헤어졌다.:163–164
11월 9일, 그레이 올은 토론토 도서 박람회에서 연설했다. 장소는 1,700명의 군중으로 가득 찼고, 500명은 공간 부족으로 돌려보내졌다. 도널드 B. 스미스는 그의 반응을 다음과 같이 묘사했다:

캐나다 최초의 도서 박람회에서 그레이 올만큼 군중을 사로잡은 사람은 없었다. 베스트셀러 캐나다 소설가 C. W. 고든 (랠프 코너); 캐나다 시인 E. J. 프랫; 유명한 미국 언론인 존 군터; 저명한 미국 문학 비평가 칼 반 도렌. 벅스킨 옷과 완전한 머리 장식을 한 키 크고 마른 남자는 "알려지지 않은 캐나다"에 대한 그의 감동적인 이야기로 쇼를 압도했다.:167

11월 11일, 그는 엠파이어 클럽 회원 및 손님들을 대상으로 연설했으며, 여기에는 많은 토론토 고위 인사들이 포함되어 있었다. 그는 "캐나다 국민들에게 북부 지역과 그곳의 인간 및 동물 주민들에 대한 책임감을 일깨우고 싶다"고 말했다.:168
1936년 12월 7일, 그레이 올은 3월에 오타와에서 만난 프랑스계 캐나다인 여성 이본 페리에와 결혼했다. 그들은 1937년 새해 첫날 비버 로지로 돌아왔다.:170–171
3월 중순, 부부는 겨울 영화 촬영을 위해 아비티비로 향했다. "이본은 그레이 올에게 완벽한 조력자임을 입증했다. 그녀는 빠르게 설피를 신는 법을 배웠고, 겨울 여행이 처음이었지만 영하의 기온에서 아비티비에서 캠핑하는 것까지 즐겼다." 그레이 올은 그렇게 좋은 상태가 아니었다: "한두 장면에서 그는 일이 너무 힘든 것처럼 보인다... 모든 증언에 따르면, 그레이 올은 그날 끝에는 완전히 지쳐 있었다.":173–174
소나무로 검게 뒤덮인 해안을 가진 거대한 호수 위를 고속으로 질주하는 카누를 보게 될 것이다. 인간의 손길이 닿지 않은 거대한 나무들로 이루어진 어둡고 동굴 같은 숲을 보게 될 것이다. 사람들은 산더미 같은 짐을 짊어지고 포타지를 따라 달리며, 남자의 어깨에 거꾸로 얹힌 카누는 두 다리로 달리는 거대한 딱정벌레처럼 숲을 통과한다. 캠프가 만들어지는 것을 지켜보고, 우리가 원시적인 방식으로 요리하고 먹는 방법을 발견할 것이다. 훈련된 카누꾼들이 가볍고 연약한 배를 격류의 수 마일을 따라 몰아가는 모습, 각 격류는 포효하는 백색 물의 끓어오르는 소용돌이이며, 그 속에서 카누는 흔들리고, 잠기고, 휘청거리고, 뒤집히며, 격류의 북소리의 리드미컬한 박동에 맞춰 도약하는 모습을 보면서, 그들의 탁월한 기술과 정복할 수 없는 대담함을 깨닫게 될 것이다.
6월 초, 부부는 비스코타싱으로 향했는데, 이곳은 2주간의 카누 여행의 시작점이었다. 도널드 B. 스미스는 "이후 미시사기 강에서 이어진 힘든 촬영 중 아치를 지탱한 생각은 단 하나였다. 여름 트레일에서의 삶이 불멸의 존재가 될 것이라는 생각이었다."라고 썼다. 여행 끝에 지쳤음에도 불구하고, 그레이 올은 비스코에서 자신만의 전쟁 춤을 추었는데, 이는 "여전히 리듬이 부족했고 인디언 말도 없었다.":178
7월에 아메리카 인디언 방어 연맹은 그레이 올을 온타리오 나이아가라 폭포와 뉴욕 나이아가라 폭포 사이의 연례 국경 횡단 행사에 "자연주의자이자 야생 생물의 아름다움, 특히 그가 사랑하는 비버의 옹호자"로서 참여하도록 초대했다. 아리조나에서 자랐다고 알려진 그레이 올은 생애 처음으로 자신의 "고향 땅"을 밟았다.:179

## 두 번째 투어 (1937–1938)
그레이 올의 두 번째 순회 공연은 영국뿐만 아니라 미국과 캐나다까지 아우르는 것이었다. 그는 1937년 10월에 그의 세 번째 아내 이본과 동반하여 잉글랜드에 도착했는데, 이본은 안정적인 영향을 미쳤다. 도널드 B. 스미스는 이 두 번째 순회 공연을 그의 "가장 위대한 승리"라고 묘사했다.:181
그레이 올은 1937년 12월 10일 버킹엄 궁전에서 조지 6세 국왕과 어린 공주 엘리자베스, 마거릿이 참석한 가운데 왕실 특별 공연을 가졌다. 그는 "문명에 지쳐 있습니다. 제가 여러분에게 제공할 것은 – 무엇일까요? 푸른 잎사귀입니다."라는 말로 시작했다. 그레이 올은 국왕에게 감명을 받았는데, 국왕은 그에게 "열렬한 숲속 사냥꾼"처럼 보였다. 헤어질 때 그레이 올은 국왕에게 손을 내밀며 "안녕히 계십시오, 형제여, 그리고 행운을 빕니다"라고 말했다고 전해진다.:188–189
영국 투어에서 140번의 강연을 마친 후, 그레이 올은 12월 21일 뉴욕으로 향했으며, 1938년 새해 첫날에 도착했다. 다음 세 달 동안 그는 미국에서 28번의 강연을 했고 캐나다 9개 도시를 방문했다.:194
1938년 3월 26일, 그레이 올은 토론토의 만원 관객이 들어찬 매시 홀에 모습을 드러냈다. "그날 저녁 거의 3천 명의 캐나다인들이 그에게 생애 최고의 기립 박수를 보냈다.":209

## 죽음과 폭로 (1938)

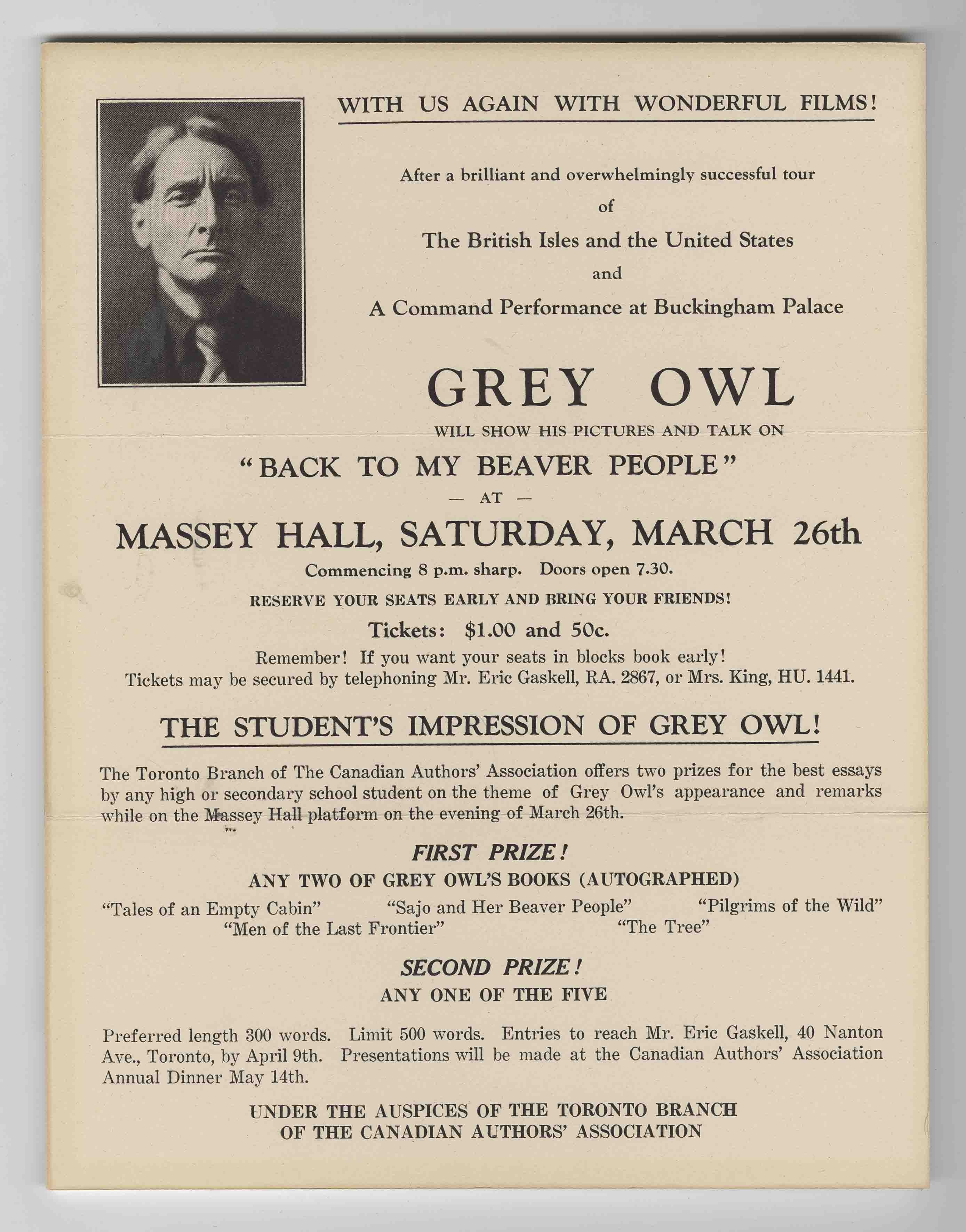
1938년 3월 26일 매시 홀에서 열린 그레이 올의 강연 "나의 비버 사람들에게로 돌아가다" 포스터

1938년 북미 순회 공연의 광적인 속도는 그레이 올의 건강에 큰 타격을 주었다. 3월 26일 매시 홀 강연에 맞춰 도착하기 위해 그와 이본은 17시간 동안 기차를 타고 토론토에 도착하여 2시간의 여유가 있었다. 그럼에도 불구하고 그는 캐나다에서 가장 큰 콘서트홀 무대에 올라 생애 최고의 공연을 펼쳤다: "[그는] 두 시간 동안 모든 사람을 매료시켰다. 그는 정말로 훌륭했다." 강연 후 그들은 즉시 캐나다 태평양 횡단 열차를 타고 리자이나로 향했으며, 그곳에서 3월 29일 그는 생애 마지막 강연을 했다.:209
지치고 쇠약해진 그레이 올은 4월 7일 혼자 비버 로지로 물러났다. (이본은 프린스 앨버트에서 탈진으로 입원했다.) 이제 매우 아팠던 그는 3일 후인 4월 10일에 도움을 요청했다. 그는 프린스 앨버트 병원으로 이송되었고, 그곳에서 4월 13일 49세의 나이로 사망했다. 공원 관리인이자 친구인 메이저 J. A. 우드는 "오전 8시 25분에 그는 아주 조용히 사망했고, 찍힌 사진에는 그의 폐에 울혈[폐렴]이 매우 경미했음을 보여준다. 이는 그가 어떤 저항력도 전혀 없었음을 증명한다."고 보고했다. 그는 비버 로지 뒤 능선에 묻혔다.:209–210
4월 13일 그의 사망 소식을 접한 노스 베이 너겟(North Bay Nugget)은 3년 동안 보류했던 기사를 내보내, 그레이 올이 영국인 아치 벨라니이며 그에게 인디언 피 한 방울도 없다고 주장했다. 도널드 B. 스미스는 그 결과로 발생한 논란을 다음과 같이 묘사했다.

1938년 4월 13일 그가 사망한 후, 그의 출생에 대해 대서양 양쪽에서 논쟁이 벌어졌다. 아치 벨라니는 그레이 올로서 너무나 설득력이 있었다. 그의 캐나다와 영국 과거에 대한 초기 폭로 이후에도, 우드 소령도, 베티 서머벨도, 로바트 딕슨도 그 주장을 믿지 않았다. 로바트 딕슨은 영국에서, 우드 소령은 캐나다에서 그레이 올의 과거 이야기가 받아들여지도록 싸웠고, 그의 귀중한 작업을 재평가하도록 노력했다.:213

로바트 딕슨은 그가 사망한 후 몇 달 동안 그레이 올이 사실 영국인이라는 주장을 반박하려고 노력했으며, 심지어 아나하레오에게 영국으로 와서 "아치의 어머니인 스콧-브라운 부인을 만나 그녀에게서 인디언 피 한 방울이라도 감지할 수 있기를 바랐다. 물론 흔적조차 없었다"고 요청하기도 했다.:187 결국 그녀는 진실을 받아들일 수밖에 없었다: "그 모든 세월 동안 내가 유령과 결혼했다는 끔찍한 기분이 들었다. 아자와안에 묻힌 남자는 내가 전혀 알지 못했던 사람이고, 아치는 결코 실제로 존재하지 않았던 사람이었다.":187
헤이스팅스 집 뒤 숲에서 인디언 놀이를 하던 외로운 소년이 어떻게 캐나다 야생에서 숙련된 오지 나무꾼이자 덫 사냥꾼으로, 그리고 유명한 작가이자 강사 그레이 올로 변모했는지는 그의 죽음 이후에도 계속해서 사람들을 매료시키고 논란을 불러일으켰다.:216–217
저는 인디언이며 제 성인기 삶 전체를 숲에서 보냈지만, [그레이 올]만큼 야생을 진심으로 사랑하고 아끼는 사람을 만난 적이 없습니다.

## 사후 인정
1972년, 캐나다 방송 협회는 낸시 라일리가 감독한 그레이 올에 관한 다큐멘터리를 방영했다.:217
1999년, 리처드 애튼버러가 감독하고 피어스 브로스넌이 주연을 맡은 영화 《그레이 올》이 개봉되었다.
1997년 6월, 헤이스팅스 시장과 이 지역 국회의원인 마이클 포스터는 그가 태어난 이스트 서식스 헤이스팅스 세인트 제임스 로드 32번지 주택에 그의 명예를 기리는 명판을 공개했다. 기념 명판은 그가 할머니와 고모들과 함께 자랐던 세인트 메리 테라스 36번지 주택에도 있다.
헤이스팅스 박물관 및 미술관에는 기념품 전시회와 그의 캐나다 호숫가 오두막 일부의 복제품이 있다.
헤이스팅스 컨트리 공원의 레인저 스테이션에는 그레이 올을 기리는 기념 명판이 있다.
라이딩 마운틴 국립공원에 있는, 그가 1931년에 6개월간 거주했던 오두막은 연방 유산 건물이다.
프린스 앨버트 국립공원에 있는, 1930년대 그의 사양에 따라 지어진 오두막은 여전히 서 있으며 방문객들에게 개방되어 있다.

## 부록

### 그레이 올의 책
- 마지막 변경의 사람들 (1931)
- 야생의 순례자들 (1935)
- 사조와 비버 사람들 모험 (1935)
- 빈 오두막 이야기 (1936)
- 나무 (1937)[p]

### 알코올 사용
벨라니는 젊은 나이에 캐나다에 도착했을 때 술을 마시기 시작했다. "테마가미에서의 첫 해 동안 어느 시점에서, 그는 또한 술을 발견했다. 몇 년 후 그는 '모든 술이 진저 에일 맛이 났으면 좋겠다. 그래서 효과뿐만 아니라 맛도 즐길 수 있도록.' 그는 효과를 위해 마셨다.":42 그는 평생 술을 마셨다. "'음주와 관련된 반복되는 문제, 문제점 또는 어려움'을 알코올 중독으로 받아들인다면, 아치는 1930년경 알코올 중독자가 되었다.":85,86 아나하레오에 따르면 그의 가장 좋아하는 술은 "조니 듀어의 엑스트라 스페셜"이었다.:133 그는 또한 바닐라 추출액을 마시거나 가끔 직접 밀주를 만들기도 했다.:86
1935년 영국 투어가 끝날 무렵, "극심한 스트레스를 받은 지난 4개월의 압박을 완화시키고 싶었던 그레이 올은 이제 폭음을 하고 싶어 했다." 캐나다로 돌아가는 배에 함께 탔던 그의 동반자 베티 서머벨은 그에게서 양파 냄새가 났다는 것을 알아차리고 "...양파 냄새가 그가 병 때문에 먹는 인디언 치료법 때문이라고 생각했다." 사실 그는 배 안에 "...위스키 병 여러 개를 가지고 있었고, 그것들을 침대 밑에 숨겨 두었다. 그녀가 선실을 떠날 때마다 그는 술을 마셨다. 그녀가 돌아오기 직전에 그는 위스키 냄새를 없애기 위해 생양파를 씹었다. 사흘 밤낮을 먹지도 자지도 못한 채, 술에 취한 그레이 올은 유령 같았다.":129
과도한 알코올 섭취는 오타와의 도미니언 파크스 브랜치에서 그레이 올의 입지를 위태롭게 했다. 사진작가 유서프 카쉬는 그를 위한 만찬을 주최했는데, 그곳에서 그는 중요한 정부 관리들을 만나기로 되어 있었다. 그러나 만찬이 시작되었을 때 그레이 올은 자리에 없었다. 카쉬는 나중에 그가 "술에 취해 술집에서 난동을 부리고 있었다"는 것을 발견했다.:156 제임스 하킨(파크스 브랜치 책임자)은 그레이 올을 변호할 수밖에 없었고, 정부 차관보에게 "그레이 올이 술을 너무 과하게 마셨다는 소식을 듣게 되어 유감입니다. 사실, 그의 혈관에 그렇게 많은 인디언 피가 흐르는 것을 고려하면, 때때로 이런 일이 발생하는 것은 불가피하다고 생각합니다."라고 편지를 썼다.:157

### 그레이 올의 이름
벨라니는 평생 동안 여러 이름을 가졌다:
- 아치볼드 스탠스펠드 벨라니. 이것은 그의 완전한 법적 이름이었다. 그는 "아치볼드"를 싫어했고 "아치 벨라니"라고 불리는 것을 선호했다. 필명 "그레이 올"을 채택한 후에도 그는 고용과 같은 법적 목적으로 이 이름을 계속 사용했다.[q]

- 그레이 올. 벨라니는 1930년대에 이 이름을 필명과 예명으로 사용하기 시작했으며, 대중에게는 이 이름으로 널리 알려져 있다.
- 와샤퀀아신. 벨라니는 자신의 책 제목 페이지에서 "그레이 올"과 함께 이 필명을 사용했다. 한 자료에 따르면, "와샤퀀아시"(끝이 "n"이 아닌 "e")라는 단어는 오지브웨이어로 "흰 부리 올빼미"를 의미하며, 소쩍새를 지칭하는 데 사용되며, 회색 올빼미는 아니다.[2]:91–92 다른 자료에서는 이 단어가 "오지브웨이 인디언(간략화)"으로 "wenjiganooshiinh"를 의미하며 "'큰 뿔 올빼미' 또는 '큰 회색 올빼미'"를 의미한다고 주장한다.[32][r]
- 아치 그레이 올. 벨라니는 자신의 법적 성을 피하기 위해 "그레이 올"을 그 역할로 기용하려는 몇 번의 시도를 했다. 그는 프린스 앨버트 국립공원에서의 고용 기록에 이 이름을 사용하려고 했다. 스미스에 따르면, "그러나 공무원들은 상상력 없이 모든 서신에서 그를 'A. 벨라니'로 계속 지칭했다. 적어도 그들은 그의 이름을 틀리게 썼다."[2]:118
- 아치 맥닐. 벨라니는 첫 번째 아내와의 미해소된 결혼으로 인해 중혼죄를 두려워하여 이 이름으로 세 번째 아내 이본 페리에와 결혼했다. 벨라니는 이본에게 자신의 과거에 대한 정교한 허구를 꾸며 자신의 아버지가 미국에서 3대째 스코틀랜드인 조지 맥닐이라고 말했다. 그의 유언장 또한 "아치 맥닐, 통칭 그레이 올"이라는 이름으로 작성되었다.[2]:170–171,279
- 코홈시. 이 이름은 벨라니의 첫 번째 아내 가족이 그에게 붙여준 별명으로, 한 자료에 따르면 "작은 올빼미"를 의미한다. 가족은 그를 "모든 것을 받아들이는 어린 올빼미"로 여겼다.[2]:41
- 아나퀸스. 이 이름은 벨라니가 비스코타싱에 있을 때 착용했던 특이한 멕시코 솜브레로 때문에 얻은 별명이다. 그는 오지브웨이 단어를 "작은 모자"로 번역했다.[2]:65

### 여성들과의 관계
벨라니는 다섯 명의 여성과의 알려진 관계를 가졌고, 네 명의 알려진 자녀를 두었다::19,28,32,36,45,47,111,118
- 안젤레 에그우나, 1910년 캐나다에서 결혼. 딸 아그네스 벨라니(1911년생), 플로라 벨라니(1926년생).
- 마리 지라르, 1912년부터 1915년까지 캐나다에서 관계. 아들 조니 제로(1915년생).
- 아이비 홈즈, 1917년 잉글랜드에서 결혼. 1922년 이혼.
- 거트루드 버나드 (아나하레오), 1925년부터 1936년까지 캐나다에서 관계. 딸 셜리 돈(1932년생).[s]
- 이본 페리에, 1936년 캐나다에서 결혼. (벨라니는 첫 아내 안젤레 에그우나와의 미해소된 결혼 때문에 "맥닐"이라는 이름으로 결혼했다.)

## 같이 보기
- 아나하레오
- 플로렌스 아이비 메리 홈즈
- 빌 구피
- 로바트 딕슨
- 원주민으로 가장하기
- 프리텐디언

## 내용주
1. ↑  그레이 올은 런던 출판사 로바트 딕슨에게 자신의 출생에 대해 다음과 같이 설명했다.

그는 스코틀랜드인 아버지와 아파치족 어머니 사이의 아들이었다. 그는 자신의 아버지가 1870년대 미국 남서부 인디언 전쟁에서 정찰병으로 활동했던 조지 맥닐이라는 이름의 남자였다고 주장했다. 그레이 올은 자신의 어머니가 아파치 지카릴라 부족의 캐서린 코치스라고 말했다. 그는 또한 두 부모가 잉글랜드를 순회했던 와일드 빌 히콕 서부극 쇼의 일원이었다고 말했다. 그레이 올은 부모가 그곳에서 공연하던 중 1888년 멕시코 에르모시요에서 태어났다고 주장했다.[1]:3
2. ↑  "프리텐디언"이라는 용어는 캐나다와 미국에서 원주민이라고 주장하지만 원주민 혈통이 없는 사람을 지칭하기 위해 최근에 만들어진 용어이다.[3]
3. ↑  벨라니가 토론토를 떠나 테마가미에 도착하기까지의 그의 움직임과 활동에 대한 여러 기록이 있다(벨라니가 1906-1907년 겨울을 빌 구피와 함께 테미스카밍에서 보냈다는 스미스의 기록 포함[2]:35–37), 하지만 그들 중 어느 것도 설득력 있는 증거를 가지고 있지 않다. 온타리오 역사(Ontario History)의 "빌 구피 신화(The Myth of Bill Guppy)"를 참조하라.[6]
4. ↑  그의 입대 서류에는 그가 1888년 9월 18일 몬트리올에서 태어났다고 주장했으며, 친척이 없고 미혼이라고 기재되어 있다. 그는 자신의 직업이 "덫 사냥꾼"이며 이전에 "멕시코 정찰병, 제28 드라군"에서 복무했다고 진술했다.[7]
5. ↑  그레이 올의 런던 출판사이자 친구인 로바트 딕슨은 끝까지 그의 이야기를 믿었고, 그가 사망한 후 몇 달 동안 그레이 올이 사실은 영국인이라는 주장을 반박하려고 노력했으며, 심지어 아나하레오를 잉글랜드로 초청하여 "아치의 어머니인 스콧-브라운 부인을 만나 아나하레오가 그녀에게서 인디언 피 한 방울이라도 감지할 수 있기를 바랐다"고 했다.[10]:187
6. ↑  일부 자료에서 언급하듯이 이 영화는 W.J. 올리버가 촬영한 것도 아니고 1928년에 촬영된 것도 아니다.[16]:54,100
7. ↑  그레이 올은 출판사에 불평했다:

제목을 바꾸셨다는 것은 적어도 책의 요점을 전혀 이해하지 못하셨다는 뜻입니다. 당신은 여전히 인간이 본질적으로 우월하며 자연의 힘을 지배한다고 믿고 있습니다. 문명에서는 상당 부분 그렇지만, 그 변경이 사라지기 전까지는 변경에서는 그렇지 않습니다. ... 저는 자연에 대해 이야기하는 것이지 인간에 대해 이야기하는 것이 아닙니다. 인간은 부차적이며, 단지 요점을 설명하기 위해 사용될 뿐입니다.[2]:115
8. ↑  그레이 올은 당시 상황을 다음과 같이 묘사했다:

그래서 우리는 천만 에이커의 그루터기와 메마른 황무지 한가운데 서서 10인치 높이의 작은 나무를 삽으로 심는 한 남자의 매우 재미있는 광경을 보게 된다. 새롭고 인공적인 숲의 주춧돌이 될 그 나무는 만족스럽게 웃는 이익을 추구하는 대리인들의 재촉을 받으며 심어지지만, 그들은 후손들이 목재 사업에 종사하지 않는 한 그 나무가 성숙하든 말든 전혀 신경 쓰지 않는다.[18]:173
9. ↑  그 무렵의 불행한 공공 장소에서의 음주 사건들이 그레이 올에게 요청된 자금을 잃게 했을 가능성이 크다. 알코올 사용을 참조하라.
10. ↑  스미스는 제목을 "더 트레일 – 겨울"(The Trail – Winter)로 표기했다.[24] 음악과 내레이션이 추가된 다른 버전의 영화도 존재하며, 이는 극장 개봉을 위한 것이었다.[25]
11. ↑  스미스는 제목을 "더 트레일 – 여름"(The Trail – Summer)으로 표기했다. 영화의 남아 있는 유일한 인쇄본은 불완전하며, 전체 첫 부분이 누락되어 있다.[26]
12. ↑  그레이 올이 이 행사에서 받은 환대에 대해 도널드 B. 스미스는 다음과 같이 추측한다:

존 투투시스와 회의에 참석한 다른 사람들, 예를 들어 스탠 컷핸드가 그레이 올이 자신이 주장하는 것과 정확히 일치하지 않는다고 의심했다면, 왜 그를 폭로하지 않았을까? 스탠은 그들이 그의 편이라는 것을 알았기 때문에 조용히 있었다고 생각한다. 인디언들은 지배 사회에서 자신들을 대변할 공인이 필요했다. 그것이 중요했다. 그들은 백인이 나라를 파괴하고 있다는 그의 의견에 동의했고 환경을 구하려는 그의 사명을 지지했다.[2]:161
13. ↑  아나하레오 자신은 비버 로지에서 11월 15일로 날짜를 지정한다.[10]:176 딕슨도 그녀의 이야기에 의존했을 가능성이 높으며, 같은 날짜를 제시하며 "해안을 따라 이미 얼음이 얼고 있었다"고 말한다.[1]:170 스미스는 9월 하순으로 날짜를 지정한다.[2]:163 스미스는 그레이 올이 11월 11일 토론토의 엠파이어 클럽에 있었고, 11월 22일에는 오타와에서 이본 페리에에게 청혼했다고 언급한다. 당시 비버 로지와 온타리오 동부 사이의 여행은 편도 최소 4일이 걸렸을 것이므로, 토론토에서의 그의 모습 직후 비버 로지로 가서 아나하레오와 작별하고 다시 오타와로 돌아와 22일에 이본에게 청혼하는 것이 가능했을 수도 있지만, 이러한 사건의 순서는 매우 가능성이 낮아 보인다.
14. ↑  로바트 딕슨은 그들의 이별을 낭만적으로 묘사했다:

그들은 그때 엄숙한 작별 인사를 나누었고, 필요할 때 서로를 돕겠다고 약속했다. 그리고 아침 식사 후, 카누에 짐을 싣고 포니가 노를 든 채 후미에 앉자, 그녀는 카누를 재빨리 돌려 어깨 너머로 한 번 뒤돌아보았고, 그가 서 있는 것을 보고 노를 들어 경례했다. 그러고는 다른 해안을 향해 돌아섰다. 그녀는 그를 다시는 보지 못했다.[1]:170

아나하레오의 이별에 대한 그녀 자신의 설명은 더 현실적이었다:

떠나기 전에, 나는 항상 그랬듯이 아치에게 내가 필요하면 보내달라고 말했다. 이에 그는 '고마워, 아가, 정말 고맙게 생각한다. 그리고 이걸 기억해 – 내가 유언장에 널 잊지 않을게.'라고 대답했다. '아, 그만 좀 그런 소리 해!' 나는 날카롭게 말했다. '왜? 나는 영원히 살지 않을 건데...' 나는 1936년 11월 15일, 비버 로지를 마지막으로 떠났다.[10]:176
15. ↑  도널드 B. 스미스의 말에 따르면:

30년 동안 인디언 이야기꾼 역할을 완벽하게 연마한 후, 그는 훌륭하게 공연했다. 그가 공연을 즉흥적으로 만들어갔다는 점을 고려하면 이 성취는 더욱 놀랍다. 그럼에도 불구하고, 켄 코니베어의 말처럼, "각 공연은 이전 공연과 너무나 달라서 밤마다 나는 그가 말하는 동안 하려던 계획을 포기하고 그냥 무대 뒤에 앉아 몰두하여 들었다." 각 강연은 동일한 요소를 가지고 있었다. "건조한 유머, 자신을 깎아내리는 겸손, 멀리 떨어진 현실에 현재의 영향을 주기 위해 필요한 과장, 인디언과 캐나다 북부에 대한 찬미, 그리고 이해와 연민을 위한 마지막 간청."[2]:186
16. ↑  이것은 《빈 오두막 이야기》의 한 장으로, 별도의 책으로 출판되었다.
17. ↑  기독교 이름을 가졌다는 사실 자체가 벨라니가 원주민이라는 주장을 반박하는 것은 아니다. 모든 캐나다 시민은 일반적으로 기독교 이름 또는 부분적으로 기독교 이름을 포함한 전통적인 "본명/성" 형식의 이름이 필요하다. 인디언법은 원주민들이 캐나다 사회에서 기능하기 위해 지어낸 이름을 채택하도록 강요했다:

전통적으로, 원주민들은 기독교 이름이나 성을 가지고 있지 않았다 – 그들은 세습 이름, 영적 이름, 가족 이름, 부족 이름, 동물 이름 또는 별명 등 몇 가지를 예로 들 수 있다.... 전통적인 이름 지정 관행은 보호구역에 사는 모든 사람들의 이름을 기록해야 하는 인디언 담당자들에게는 이해되지 않았다.... [G]일반적으로 담당자들은 각 남자에게 기독교 이름을 부여했으며, 종종 비원주민 성을 부여했다. 여성들은 기독교 이름을 부여받고 아버지나 남편의 성을 따랐다.[31]

벨라니의 첫 번째 아내의 이름은 "안젤레 에그우나"(기독교 이름과 전통적인 성의 조합)였고, 아나하레오는 완전히 기독교 이름인 "거트루드 버나드"였다. 따라서 캐나다 인디언이 "아치 벨라니"와 같은 완전히 기독교 이름과 전통적인 동물 이름을 가지는 것은 전혀 이상할 것이 없었다.
18. ↑  그레이 올의 마지막 책인 《빈 오두막 이야기》에는 각주에 이 단어가 "밤에 걷는 자"로 번역되어 있다.[19]:18
19. ↑  아나하레오는 1937년 6월에 둘째 딸 안을 낳았는데, 이는 그녀와 벨라니가 마지막으로 기록된 만남 이후 약 9개월 만이었다. 출생 증명서에는 아버지의 이름이 기재되지 않았고, 그녀는 벨라니가 아버지라고 공개적으로 주장하지 않았다.[33]

## 더 읽어보기
그레이 올에 대한 수많은 책들이 출판되었으며, 다음을 포함한다:
- 아나하레오. 《사슴 가죽 악마: 그레이 올과의 나의 삶》. 토론토: 뉴 프레스, 1972.
- 애트우드, 마거릿. "그레이 올 증후군" 《이상한 것들: 캐나다 문학의 악의적인 북부》. 옥스퍼드: 클라렌돈, 1995.
- 빌링허스트, 제인. 《그레이 올: 아치 벨라니의 많은 얼굴》. 밴쿠버: 그레이스톤 북스, 1999.
- 브라즈, 알베르트. 《배교자 영국인: 작가 그레이 올과 신화》, 위니펙: 매니토바 대학교 출판부, 2015.
- 딕슨, 로바트. 《초록 잎사귀: 그레이 올 기념집》, 런던: 로바트 딕슨 유한회사, 1938.
- 딕슨, 로바트. 《야생인: 그레이 올의 이상한 이야기》. 토론토: 맥밀런 캐나다 회사, 1973.
- 루포, 아르망 가르네. 《그레이 올: 아치 벨라니의 미스터리》. 리자이나: 코토 북스, 1996.
- 스미스, 도널드 B. 《그림자의 땅에서: 그레이 올의 탄생》, 서스캐처원: 웨스턴 프로듀서 프레리 북스, 1990.